# Stazione di Colonia-Chorweiler
La stazione di Colonia-Chorweiler (in tedesco Köln-Chorweiler) è una fermata ferroviaria sotterranea della città tedesca di Colonia, a servizio del quartiere-satellite di Chorweiler.

## Movimento
La stazione è servita dalle linee S 6 e S 11 della S-Bahn, ed è capolinea della linea 15 della Stadtbahn.